# ناصريون (طائفة)
الناصريون (باليونانية: Ναζωραῖοι) هم طائفة مسيحية يهودية قديمة، ورد ذكرها للمرة الأولى في سفر أعمال الرسل في العهد الجديد حين اتهم تيرتولوس بولس الطرسوسي أمام الوكيل الروماني أنطونيوس فيلكس في قيسارية ماريتيما بأنه زعيم طائفة الناصريين. وقتئذ، كان الاسم يستخدم للإشارة إلى أتباع يسوع الناصري كما لا يزال يطلق عليهم في العبرية נוֹצְרִי. (nôṣrî), وفي العربية (نَصْرَانِي). وبمرور الزمن، أصبح الاسم يشير إلى طائفة من المسيحييين اليهود الذين ظلّوا يتعبدون بالتوراة مع الأمميين الذين قبلوا العهد لتمييزهم عن الأمميين الذين لم يقبلوا التوراة. وصفهم إبيفانيوس السلاميسي في كتاباته، وكذلك فعل جيروم وأوغسطينوس من بعده. إلا أنهم ميّزوا بين الناصريين الذين تواجدوا في زمانهم، وبين أولئك الذين ذكروا في سفر أعمال الرسل.

## الناصريون (لقب)
يأتي اللقب "الناصريون" من الترجمة للكلمتين اليونانيتين الواردتين في العهد الجديد: (Ναζωραῖος, Ναζαραῖος). قد يشير كلمة Ναζωραῖος إلى دلالة دينية بدلًا من النسبة إلى موقع جغرافي، أما كلمة Ναζαρηνός فهي دلالة على الانتماء إلى الموقع الجغرافي Nazareth. ولذا في العهد الجديد، تعد الصيغة Ναζαρηνός (التي تعني "من الناصرة") الأكثر شيوعًا عند الحديث عن يسوع الناصري.

## طائفة الناصريون (القرن الأول الميلادي)
استخدم لقب الناصري مقرونًا باسم "يسوع" 14 مرة في العهد الجديد، واستخدم مرة واحدة في سفر أعمال الرسل للإشارة إلى طائفة المسيحيين الذين كان بولس زعيمًا لهم. كان ترتيليوس أول من أشار إلى المسيحيين بلقب الناصريين،أعمال الرسل 24: 5 على الرغم من أن أغريباس الثاني استخدم مصطلح "المسيحيون" لوصف أتباع يسوع،أعمال الرسل 28: 26 وهو المصطلح الذي استخدم المرة الأولى في أنطاكية لوصفهم.أعمال الرسل 11: 26 ظل اللقب الذي استخدمه ترتيليوس مستخدمًا في المشناه العبرية وفي العبرية الحديثة نوتزريم (נוצרים) كمصطلح عبري لوصف المسيحيين، كما تواجد هذا اللقب في القرآن والعربية الحديثة في صيغة نَصَارَىٰ (مفردها نَصْرَانِيّ).
كتب ترتليان في كتابه «ضد مرقيون» أن اليهود أطلقوا على المسيحيين اسم "الناصريين" نظرًا لكون يسوع رجلًا من الناصرة، رغم أنه استخدمه أيضًا لوصف المُكرّسين لله في مراثي إرميا. كما كتب جيروم أيضًا أن كلمة "الناصريين" استخدمت لوصف المسيحيين. وكتب يوسابيوس القيصري حوالي سنة 311م، أن اسم "الناصريين" كان يستخدم سابقًا للإشارة إلى المسيحيين. أما استخدام الكلمة لوصف طائفة معينة من المسيحيين لم يحدث حتى زمن إبيفانيوس السلاميسي الذي عاش في القرن الرابع الميلادي. ويقول أرنولد إيرهارد أنه في الوقت الذي ظهر فيه لقب «مسيحيون» في أنطاكية، كان لقب «ناصريون» هو المستخدم في القدس.
في ترجمة بشيطتا السريانية الآرامية، استخدمت الصفة (ܕܢܨܪܝܐ) "ناصرايا" المشتقة من كلمة (ܢܨܪܬ) "ناصرات" التي تعني "الناصرة" في مصطلحي "طائفة الناصريين" و"يسوع الناصري".

## الناصريون (القرن الرابع الميلادي)
وفقًا لما كتبه إبيفانيوس السلاميسي في كتابه باناريون، فإن ناصريي القرن الرابع الميلادي هم فالأصل يهود تحوّلوا إلى تلاميذ للمسيح فرّوا من القدس بسبب نبوءة يسوع أنها ستُحاصر (حدث ذلك أثناء الثورة اليهودية الكبرى سنة 70م). فرّ الناصريون إلى بيلا وبيريا (شمال شرق القدس)، ثم انتشروا إلى بيرويا وباسانيتس حيث استقروا هناك. كان الناصريون كالإبيونيين يعتبرون أنفسهم يهودًا يتبّعون شريعة موسى، ولكنهم خالفوا الإبيونيين في إيمانهم بالحبل بلا دنس. واعتبروا يسوع نبيًّا.
في أواخر القرن الحادي عشر الميلادي، كان الكاردينال همبرت من مورموتييه لا يزال يشير إلى الطائفة الناصرية بكونهم هيئة مسيحية تحافظ على السبت لا تزال موجودة في زمانه. يعتقد العلماء المعاصرون أن الذين أشار إليهم الكاردينال همبرت هم طائفة الباسايين، كما يُعتقد أن غريغوريوس البيرغامي كتب حوالي سنة 1250 م، عن الناصريين معتبرًا إياهم أنهم هم الباسايين.

### إنجيل الناصريين
يُعد مصطلح إنجيل الناصريين وصفًا لقُصاصات من أحد الأناجيل اليهودية المسيحية المفقودة التي كتبها متى، وأُعيد جمع محتوياتها من كتابات جيروم.

### الإشارات الآبائية إلى الناصريين
في القرن الرابع الميلادي، أشار جيروم أيضًا إلى الناصريين على أنهم «أولئك الذين قبلوا المسيح بطريقة لا يتوقفون فيها عن الالتزام بالشريعة القديمة». وقال في رسالته الـ 75 إلى أوغسطينوس:
رأى جيروم أن هناك فرقًا بين الناصريين والإبيونيين التي هي طائفة يهودية مختلفة، لكنه لم يُشر إلى ما إذا كان اليهود الناصريون يعتبرون أنفسهم "مسيحيين" أم لا؟. لكن وصف جيروم توافق مع وصف الناصريين الذين ذكرهم فيلاستروس [الإنجليزية].
أدان كاهن كنيسة في القسطنطينية في نفس الفترة عقيدة وممارسات الناصريين، فقال:
بعد القرن الرابع الميلادي أيضًا، أشارت بعض الكتابات إلى الناصريين. فقد اقتبس توما الأكويني في تعليقه على إنجيل متى عن أوغسطينوس الهيبي أنه حصل على سفر مُلفّق منسوب إلى إرميا من عبراني من الطائفة الناصرية. لذا يبدو أن هذا المصطلح بقي على الأقل حتى القرن الثالث عشر الميلادي في المناقشات الأوروبية.

### عقائد الناصريين
وصف العديد من آباء الكنيسة وعلماء الهرطقات معتقدات الطائفة أو الطوائف الناصرية.
- حول اعتقادهم في يسوع كمسيح:

- في الميلاد العُذري:

- الالتزام بالختان وشريعة موسى:

- استخدام العهد القديم والعهد الجديد:

- استخدام النصوص العبرية والآرامية في العهد الجديد:

## الناصريون المندائيون

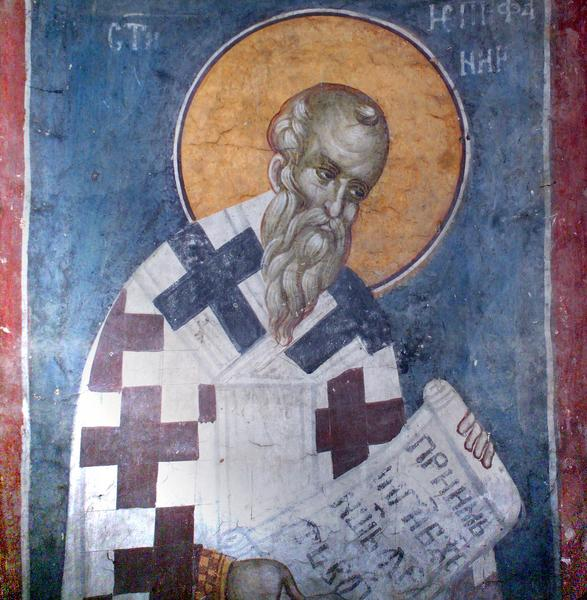
أبيفانيوس السلامي (أحد آباء الكنيسة، حوالي 310-320-403)، لوحة جدارية في دير غراسانيكا، بالقرب من ليبليان في كوسوفو

يُطلق على القلة العارفة بأسرار الديانة المندائية اسم "ناصوراي" ويعني "الأوصياء" أو "أصحاب الطقوس والمعرفة السرية". وبحسب ما جاء في حران غويطة، فقد فرّ الناصريون المندائيون من القدس قبل سقوطها سنة 70م بسبب اضطهادهم على يد فصيل من اليهود. اشتقت كلمة "ناصوراي" المندائية من الجذر اللغوي ن-ص-ر- الذي يعني "يحفظ"، لأنه على الرغم من رفضهم الشريعة الموسوية، إلا أنهم يعتبرون أنفسهم حفظة للمعرفة الصوفية. وفقًا لجوزيف لايتفوت، فقد ميّز إبيفانيوس السلاميسي بين الأوسينيين والناصريين الذين قال أنهما تمثلان المجموعتين الرئيسيتين ضمن الإسينيين:
قد يكون الناصريون هم مندائيو اليوم. يقول إبيفانوس) أنهم كانوا موجودين قبل المسيح. وهذا ما يشكك فيه البعض، وعلى صعيد آخر، يقبل آخرون سبق هذه الجماعة للمسيحية.
في كتابهم كنزا ربا، يُستخدم مصطلح "ناصريون" للإشارة إلى المندائيين الصالحين، أي الكهنة المندائيين. وبصفتهم ناصريون، يعتقد المندائيون أنهم يشكلون الجماعة الحقيقية لـ "بني نهورا" التي تعني "أبناء النور".:50

## وصلات خارجية
- الموسوعة الكاثوليكية: الناصريون (بالإنجليزية)
- الموسوعة اليهودية: الناصريون (بالإنجليزية)